# Rodrigo Uprimny
Rodrigo Uprimny Yepes (Bogotá, 13 de abril de 1959) es un jurista colombiano, cuya especialidad es el derecho constitucional. Actualmente se desempeña como miembro del Comité de Derechos Económicos, Sociales y Culturales de la Organización de las Naciones Unidas y como investigador de Dejusticia (Centro de estudios de derecho, justicia y sociedad), entidad que dirigió por diez años. Es columnista del diario El Espectador de Colombia. Hace parte de los austro-colombianos.

## Estudios y trayectoria profesional
Hijo de Leopoldo Uprimny Rosenfeld, nacido en el Imperio austrohúngaro. Abogado egresado de la Universidad Externado de Colombia, Doctor en Economía Política de la Universidad de Amiens Picardie - Francia, con un DSU (maestría) en Sociología Jurídica de la Universidad de París II, un DEA (magíster) en Socioeconomía del desarrollo de la Universidad de París I (IEDES) y un diploma de postgrado en resolución de conflictos (Universidad de Uppsala
Suecia). Es profesor de la Universidad
Nacional de Colombia desde 1989 en derecho constitucional, teoría del Estado y derechos humanos. También se ha desempeñado como
profesor visitante en otras universidades colombianas y
extranjeras como la American University (Estados Unidos) o la Universidad de
Grenoble (Francia). Fue magistrado auxiliar de la Corte Constitucional de Colombia. Ha sido también perito de la Corte Interamericana de Derechos Humanos y conjuez de la Corte Constitucional. Ha escrito numerosos artículos y libros sobre derechos humanos, derecho constitucional, democracia, administración de justicia y sobre las tensiones entre derecho, economía y narcotráfico. En 2010 fue ternado por el Consejo de Estado para ser parte de la Corte Constitucional, pero el Senado finalmente eligió a Juan Carlos Henao.

## Publicaciones seleccionadas
- "Un sitio a la justicia: Constituyente, derechos humanos y reforma judicial. Comisión Andina de Juristas Seccional Colombiana. Espacios internacionales para la justicia colombiana". Ed. Comisión Andina de Juristas Seccional Colombiana, 1992.
- El laboratorio colombiano: narcotráfico y administración de justicia en Colombia y las transformaciones recientes de la justicia colombiana". En: El Caleidoscopio De Las Justicias En Colombia. Ed. Uniandes, 2001.
- “La unidiversalidad de los derechos humanos” en Colombia: la alegría de pensar. Bogotá, Universidad Autónoma de Colombia, 2004.
- “¿Justicia para todos? Derechos sociales, sistema judicial y democracia en Colombia”. Bogotá, Norma, 2006. (En coautoría con Mauricio García y Cesar Rodríguez
- ¿Justicia transicional sin transición? Verdad, justicia y reparación para Colombia." Ed. Centro de Estudios de Derecho, Justicia y Sociedad, 2006. (En coautoría con Maria Paula Saffon)
- “Los derechos sociales en serio: hacia un diálogo entre derechos y políticas públicas”. Bogotá, Dejusticia, 2007. (En coautoría con Luis Eduardo Pérez y Cesar Rodríguez).
- “El derecho a la salud en perspectiva de derechos humanos”. Bogotá, Procuraduría General de la Nación, Dejuticia, 2008. (En coautoría con Diana Guarnizo).
- “Transformative reparations of massive gross human rights violations: between corrective and distributive justice” en Netherlands Quaterly of Human Rights, (2009) Vol 27 No 4.
- “Los derechos culturales: entre el protagonismo político y el subdesarrollo jurídico” en Uprimny, Rodrigo y Sánchez, Luz María (Eds). Derechos Culturales en la Ciudad. Bogotá, Dejusticia, Alcaldía de Bogotá, 2011.
- “Constitución de 1991, justicia constitucional y cambio democrático: un balance dos décadas después” en Cahiers des Amériques Latines, No 71, 2013.